# Alexander Horst
Alexander Horst (Viena, 20 de dezembro de 1982) é um jogador de vôlei de praia austríaco.

## Carreira
Alexander Horst representou, ao lado de Clemens Doppler, seu país nos Jogos Olímpicos de Verão. Nos Jogos Olímpicos de Verão de 2016, terminando nas oitavas-de-finais.

## Títulos e resultados
- Future de Baden do Circuito Mundial de Vôlei de Praia de 2023